# Bo Stråth
Bo Stråth (1943) és un historiador finlandès catedràtic emèrit d'història nòrdica, europea i mundial i director d'investigació al Centre d'Estudis Nòrdics del Departament de Cultures del Món de la Universitat de Hèlsinki. Entre el 1997 i el 2007 va ser professor d'història contemporània a l'Institut Europeu Universitari de Florència, i entre el 1990 i el 1996 va ser professor d'història a la Universitat de Göteborg. Ha estat professor visitant a la Universitat Humboldt de Berlín, la Universitat d'Estocolm, l'École des Hautes Études en Sciences Sociales de París o el Collegium for Advanced Studies in Social Sciences, i les Universitats d'Uppsala i d'Aarhus. Així mateix, ha estat membre del Comitè Internacional d'Història Social. La seva investigació s'ha centrat en la filosofia de la història i la teoria política, social i econòmica de la modernitat, amb una atenció especial a la història de les idees. Ha reflexionat i escrit sobre la construcció de la comunitat i els factors que uneixen o divideixen una societat. Ha publicat A European Memory? Contested Histories and Politics of Remembrance (amb Magorzata Pakier, Berghahn Books, 2010) i The Political History of European Integration. The Hypocrisy of Democracy-through-Market (amb Hagen Schulz-Forberg, Routledge, 2010).